# Hydrillodes minor
Hydrillodes minor là một loài bướm đêm trong họ Noctuidae.